# Rám Baran Jádav
Rám Baran Jádav, nepálsky रामवरण यादव, (* 4. ledna 1948) byl v letech 2008 až 2015 první nepálský prezident. 28. října 2015 ho ve funkci vystřídala Bidhjá Déví Bhandáríová.

## Politická kariéra
Před prezidentským úřadem zastával funkci ministra zdravotnictví a generálního tajemníka Nepálského kongresu.
Za prezidenta byl zvolen ve druhém kole voleb, ve kterém obdržel 308 z 590 hlasů, čímž porazil svého soupeře Prasáda Singha. Jádav patřil k Nepálskému kongresu, zatímco Singh ke Komunistické straně Nepálu (maoisté).
Po volbách v roce 2015 ho ve funkci prezidenta Nepálu vystřídala Bidhjá Déví Bhandáríová ze strany Komunistická strana Nepálu (sjednocení marxisté-leninisté).